# باب دوپیی
باب دوپیی (فرانسوی: Bob Dupuis‎؛ زادهٔ ۲۶ اوت ۱۹۵۲) بازیکن هاکی روی یخ اهل کانادا است.
از باشگاه‌هایی که در آن بازی کرده‌است می‌توان به ادمونتون اویلرز اشاره کرد.